# Veeravanallur
Veeravanallur (o Viravanallur, Vadakku Viravanallur) è una suddivisione dell'India, classificata come town panchayat, di 19.681 abitanti, situata nel distretto di Tirunelveli, nello stato federato del Tamil Nadu. In base al numero di abitanti la città rientra nella classe IV (da 10.000 a 19.999 persone).

## Geografia fisica
La città è situata a 8° 41' 60 N e 77° 31' 60 E e ha un'altitudine di 65 m s.l.m..

## Società

### Evoluzione demografica
Al censimento del 2001 la popolazione di Veeravanallur assommava a 19.681 persone, delle quali 9.602 maschi e 10.079 femmine. I bambini di età inferiore o uguale ai sei anni assommavano a 1.805, dei quali 938 maschi e 867 femmine. Infine, coloro che erano in grado di saper almeno leggere e scrivere erano 14.875, dei quali 7.963 maschi e 6.912 femmine.